# Border pipe
La border pipe est une cornemuse proche de la Grande Cornemuse Écossaise. Elle est fréquemment confondue avec le Scottish smallpipes, qui est un instrument différent.
Le nom de l'instrument est issu de la frontière anglo-écossaise ("the Border" en anglais), où il était autrefois courant. De nombreuses villes avaient ainsi un joueur de cornemuse officiel. On retrouve la border pipe jusque dans l'Aberdeenshire au nord, et au Northumberland ainsi que dans l'ensemble du nord de l'Angleterre au sud.
D'autres noms ont été utilisés : Lowland pipes en Écosse et half-long pipes (litt. « cornemuse semi-longue ») en Angleterre. Ce terme se réfère particulièrement aux instruments des années 1920. Certains l'appellent Reelpipes.

## Facture
La border pipe possède un chanter de perce conique, au contraire de la Scottish smallpipes où le chanter est cylindrique. Son son est également plus fort que celui de cette dernière, et moins rauque que celui de la Great Highland Bagpipe.
Il est équipe de trois bourdons cylindriques, enfichés sur une souche unique, comme sur le Uillean pipe, ou les différents small pipes écossais, ou du northumberland. Deux bourdons sont accordés sur la fondamentale et son octave (La), et un sur la quinte (Mi). La quinte peut être grave ou aigüe. Il peut même disposer d'un bourdon ténor, voire basse, à l'image du Uillean pipe.
Le sac est généralement rempli par de l'air sec via un soufflet, actionné par le bras droit du piper, mais peut également − à la différence des autres small pipes − être gonflé par de l'air humide insufflé via la bouche, au travers d'un porte-vent, similaire à celui de la Grande Cornemuse Écossaise. De manière similaire, les border pipes modernes peuvent comporter un dispositif de déshumidification de l'air insufflé par la bouche.
Les anches de border pipe sont de conception très proches de celles du GHB sus-mentionné.
L'instrument est généralement accordé en la, mais certains sont accordés en si voire en sol. Il est notable que les partitions écrites pour la cornemuse écossaise sont jouables directement sur le Border Pipe, car écrites en La majeur.

## Différences entre le Border Pipe et le Scottish Small Pipe
Les instruments sont relativement proches, mais diffèrent dans leur conception.
| Instrument          | Perce             | Tonalités         | Possibilités tonales                                           | Doigté                                                                               |
| ------------------- | ----------------- | ----------------- | -------------------------------------------------------------- | ------------------------------------------------------------------------------------ |
| Border Pipe         | Perce conique     | Ré 5, La 4, Sol 4 | 8 notes de la gamme majeure, sous tonique, et deux altérations | Identique au Great Highland Bagpipe : Semi fermé, avec fourches pour les altérations |
| Scottish Small Pipe | Perce cylindrique | Ré 4, La 3, Sib 3 | 8 notes de la gamme majeure, sous tonique                      | Semi fermé, pas de fourches possibles                                                |